# آواکوم
آوّاکوم پتروف (روسی: Аввакум Петров؛ ۲۰ نوامبر، ۱۶۲۰/۲۱–۱۴ آوریل ۱۶۸۲) اسقف اعظم اهل روسیه از کلیسای جامع کازان در میدان سرخ بود که از مخالفان اصلاحات کلیسای ارتدکس روسیه توسط نیکون به‌شمار می‌رفت. زندگینامه خودنوشت و نامه‌های او به تزار، بویارنیا موروزووا و دیگر باورمندان کهن، از شاهکارهای ادبیات قرن ۱۷ روسیه به حساب می‌آیند.

## زندگی و نوشته‌ها
او در گریگروفو، در نیژنی نووگورود امروزی متولد شد. با شروع سال ۱۶۵۲، نیکون، به عنوان پاتریارک کلیسای روسیه، طیف وسیعی از اصلاحات را تحت عنوان راسکول در مراسم مذهبی و الهیات روسیه آغاز کرد. این اصلاحات بیشتر به منظور همسویی کلیسای روسیه با دیگر کلیساهای ارتدکس اروپای شرقی و خاورمیانه انجام می‌شدند.
در آن زمان آواکوم و عده ای دیگر این تغییرات را به شدت رد می‌کردند. آن‌ها این اصلاحات را نمودی از رسوخ فساد در کلیسای روسیه می‌پنداشتند، کلیسایی که در نظر آنان کلیسای حقیقی خدا بود. دیگر کلیساها نیز در مراسم مذهبی خود نزدیکتر به قسطنطنیه بودند. آواکوم استدلال می‌کرد که قسطنطنیه به دلیل همین این عقاید و اعمال بدعت آمیز بود که به دست ترکها افتاد.

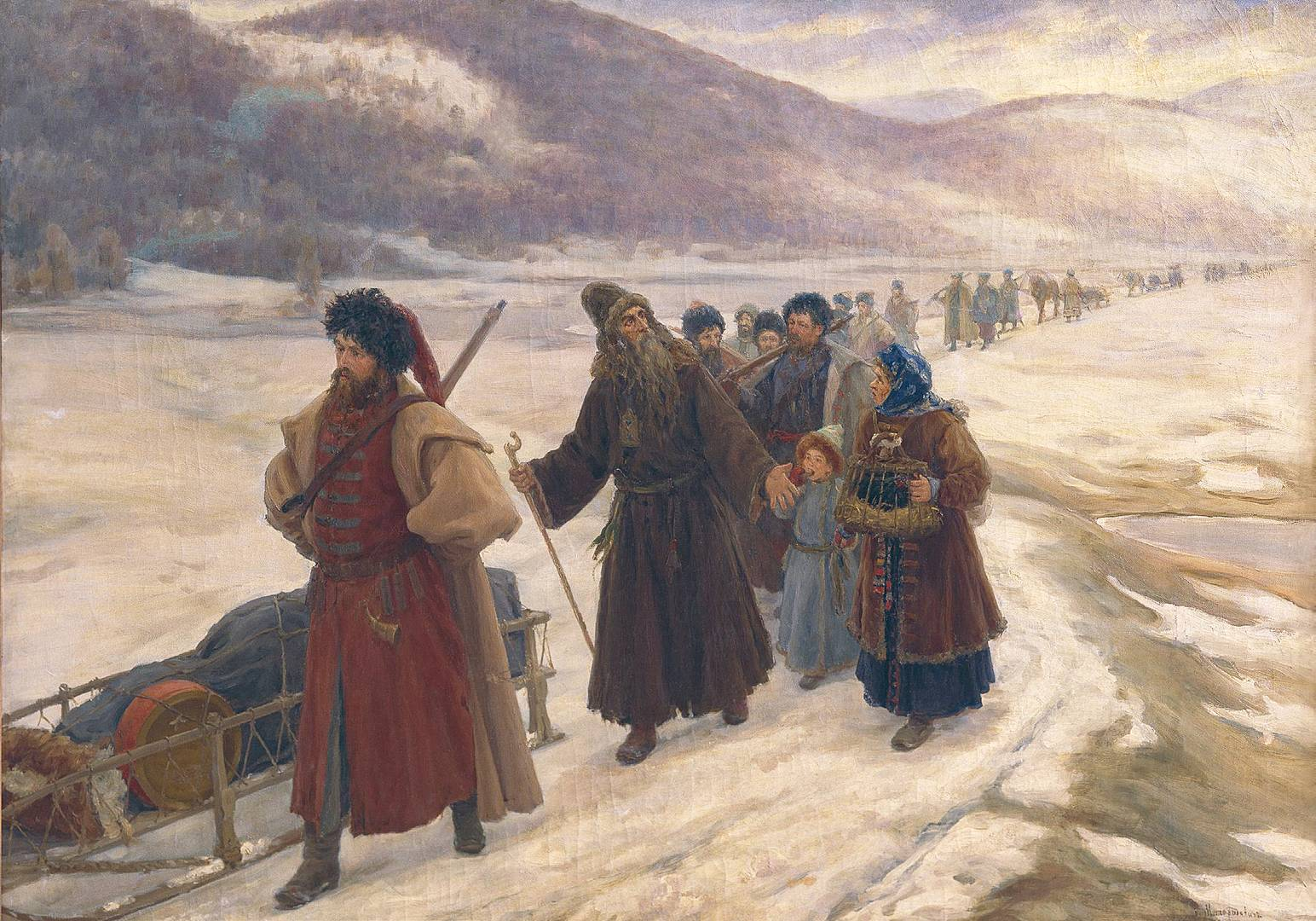
تبعید آواکوم در سیبری (۱۸۹۸)، اثری از سرگئی میلورادوویچ

به دلیل مخالفت با اصلاحات، آواکوم بارها به زندان افتاد. نخست، او به سیبری، و به شهر توبولسک تبعید شد و در آنجا در یک اردوکشی اکتشافی تا مرز چین همراه آفاناسی پاشکوف شد. او در سال ۱۶۶۴، یعنی زمانیکه نیکون دیگر پاتریارک به‌شمار نمی‌رفت، اجازهٔ بازگشت به مسکو را پیدا کرد، سپس دوباره به مزن تبعید شد و پس از آن برای شورای کلیسا ۱۶۶۶–۶۷ مجدداً اجازه یافت به مسکو بازگردد، اما باز هم به دلیل ادامه دادن به مخالفت با اصلاحات، در سال ۱۶۶۷ به پوستوزیورسک تبعید شد. در چهارده سال آخر زندگی اش، او در یک گودال یا سنگر (کلبه ای میان تهی و چوبی) در پوستوزیورسک در بالای مدار شمالگان زندانی شد و سرانجام زنده سوزانده شد. نقطه ای که او در آنجا سوزانده شده‌است را به عنوان یک یادبود با یک صلیب چوبی آراسته کرده‌اند.
زندگینامه خودنوشت آواکوم، به جریاناتی چون سختی‌های زندان و تبعیدش به خاور دور روسیه، ماجرای دوستی و مشاجرهٔ او با تزار الکسی، اقدامات او در باب جن‌گیری و احضار شیاطین و ارواح خبیثه و نیز تحسین بی حد و حصر او نسبت به طبیعت و سایر کارهای خدا، می‌پردازد. نسخه‌های متعددی از نسخه‌های خطی متن، تقریباً دو قرن قبل از چاپ اول در سال ۱۸۶۱ منتشر شده بود.

## میراث
علی‌رغم آزار و اذیت و مرگ آواکوم، گروه‌هایی که تغییرات مذهبی را رد می‌کردند همچنان پابرجا ماندند. از آنها بعنوان باورمندان کهن یاد می‌شود.

## ترجمه‌های انگلیسی
- The Life Written by Himself، انتشارات دانشگاه کلمبیا، ۲۰۲۱ (کتابخانه روسیه). ترجمه شده توسط کنث ان. براستروم.